# 2K Games
2K Games is een computerspeluitgever gevestigd in Novato, eigendom van Take-Two Interactive. 

## Spellen
| Release | Titel                                         | Platform                                                                           |
| ------- | --------------------------------------------- | ---------------------------------------------------------------------------------- |
| 2005    | Sid Meier's Pirates!                          | iPad, Windows, Xbox                                                                |
| 2005    | Call of Cthulhu: Dark Corners of the Earth    | Windows, Xbox                                                                      |
| 2005    | Sid Meier's Civilization IV                   | Mac OS X, Windows                                                                  |
| 2005    | Close Combat: First to Fight                  | Mac OS X, Windows, Xbox                                                            |
| 2005    | MLB 2K5: World Series Edition                 | PlayStation 2, Windows, Xbox                                                       |
| 2005    | Dungeon Siege II                              | Windows                                                                            |
| 2005    | Jade Empire                                   | Windows                                                                            |
| 2005    | Motocross Mania 3                             | PlayStation 2, Xbox                                                                |
| 2005    | Serious Sam II                                | Linux, Windows, Xbox                                                               |
| 2005    | Vietcong 2                                    | Windows                                                                            |
| 2006    | 24: The Game                                  | PlayStation 2                                                                      |
| 2006    | CivCity: Rome                                 | Windows                                                                            |
| 2006    | Sid Meier's Civilization IV: Warlords         | Mac OS X, Windows                                                                  |
| 2006    | Dungeon Siege II: Broken World                | Windows                                                                            |
| 2006    | Dungeon Siege: Throne of Agony                | PlayStation Portable                                                               |
| 2006    | Family Guy Video Game!                        | PlayStation 2, PlayStation Portable, Xbox                                          |
| 2006    | Prey                                          | Windows, Mobile, Mac OS X, Xbox 360                                                |
| 2006    | Sid Meier's Railroads!                        | Windows                                                                            |
| 2006    | Stronghold Legends                            | Windows                                                                            |
| 2006    | The Da Vinci Code                             | PlayStation 2, Windows, Xbox                                                       |
| 2007    | BioShock                                      | Mac OS X, Windows, PlayStation 3, Xbox 360                                         |
| 2007    | Carnival Games                                | Nintendo DS, Wii                                                                   |
| 2007    | Sid Meier's Civilization IV: Beyond the Sword | Windows                                                                            |
| 2007    | Fantastic Four: Rise of the Silver Surfer     | Nintendo DS, PlayStation 2, PlayStation 3, Wii, Xbox 360                           |
| 2007    | Ghost Rider                                   | Game Boy Advance, PlayStation 2, PlayStation Portable, Xbox                        |
| 2007    | The Darkness                                  | PlayStation 3, Xbox 360                                                            |
| 2007    | The Elder Scrolls IV: Shivering Isles         | Xbox 360                                                                           |
| 2007    | Silverfall                                    | PlayStation Portable                                                               |
| 2008    | Sid Meier's Civilization IV: Colonization     | Windows                                                                            |
| 2008    | Sid Meier's Civilization Revolution           | iPhone, Nintendo DS, PlayStation 3, Xbox 360                                       |
| 2008    | Major League Baseball 2K8                     | PlayStation Portable                                                               |
| 2009    | Borderlands                                   | Mac OS X, PlayStation 3, Windows, Xbox 360                                         |
| 2010    | BioShock 2                                    | PlayStation 3, Windows, Xbox 360                                                   |
| 2010    | Mafia II                                      | PlayStation 3, Windows, Xbox 360                                                   |
| 2010    | Civilization V                                | Mac OS X, Windows                                                                  |
| 2011    | Duke Nukem Forever                            | Mac OS X, PlayStation 3, Windows, Xbox 360                                         |
| 2011    | The Darkness II                               | PlayStation 3, Windows, Xbox 360                                                   |
| 2012    | Spec Ops: The Line                            | PlayStation 3, Windows, Xbox 360                                                   |
| 2012    | Borderlands 2                                 | PlayStation 3, Windows, Xbox 360                                                   |
| 2012    | XCOM: Enemy Unknown                           | PlayStation 3, Windows, Xbox 360                                                   |
| 2013    | BioShock Infinite                             | PlayStation 3, Windows, Xbox 360                                                   |
| 2016    | Mafia III                                     | PlayStation 4, Windows, Xbox One                                                   |
| 2016    | Civilization VI                               | Linux, Mac OS X, Windows                                                           |
| 2019    | Borderlands 3                                 | PlayStation 4, Windows, Xbox One                                                   |
| 2020    | XCOM: Chimera Squad                           | Windows                                                                            |
| 2020    | Mafia: Definitive Edition                     | PlayStation 4, Windows, Xbox One                                                   |
| 2025    | Civilization VII                              | Linux, macOS, Switch, PlayStation 4, PlayStation 5, Xbox One, Xbox Series, Windows |

## Studio's
Hieronder staan de bedrijven onder eigendom van 2K Games en daarmee ook van moederonderneming Take-Two Interactive.
| Naam               | Jaren actief (bij 2K) | Notities                                                             |
| ------------------ | --------------------- | -------------------------------------------------------------------- |
| HANGAR 13          | 2014–heden            | Verkregen op 4 december, 2014.                                       |
| Firaxis Games      | 2005–heden            | Verkregen op 7 november, 2005.                                       |
| Irrational Games   | 2006–heden            | Voorheen bekend als 2K Boston/Australia.                             |
| 2K Marin           | 2007–heden            | Een nieuwe studio met veelal oude werknemers van Irrational Games.   |
| 2K China           | 2006–heden            |                                                                      |
| Visual Concepts    | 2005–heden            | Ontwikkelt 2K Sports spellen.                                        |
| Cat Daddy Games    | 2005–heden            | Ontwikkelt 2K Play spellen.                                          |
| 2K Czech           | 2008–heden            | Voorheen bekend als Illusion Softworks.                              |
| Frog City Software | 2005–2006             | Sloot zijn deuren tussen 2005-2006.                                  |
| Indie Built        | 2004–2006             | Voorheen eigendom van Microsoft. Sloot zijn deuren op 28 april 2006. |
| Venom Games        | 2004–2008             |                                                                      |
| PopTop Software    | 1993–2006             | Veranderde in Firaxis Games.                                         |